# Maria (album)
Pour les articles homonymes, voir Maria.
Albums de Jean Ferrat
Potemkine
(1965) À Santiago
(1967)
Maria est un album studio de Jean Ferrat sorti chez Barclay en 1967.

## Titres
Toute la musique est composée par Jean Ferrat.
| No  | Titre                              | Paroles                | Durée |
| --- | ---------------------------------- | ---------------------- | ----- |
| 1.  | Maria                              | Jean-Claude Massoulier | 3:06  |
| 2.  | Heureux celui qui meurt d'aimer    | Louis Aragon           | 2:55  |
| 3.  | En groupe, en ligue, en procession | Jean Ferrat            | 2:50  |
| 4.  | Si je mourais là-bas               | Guillaume Apollinaire  | 2:53  |
| 5.  | La liberté est en voyage           | Jean Ferrat            | 3:04  |
| 6.  | Un enfant quitte Paris             | Georges Coulonges      | 3:25  |
| 7.  | Un jour, un jour                   | Louis Aragon           | 4:55  |
| 8.  | Alleluia                           | Jean Ferrat            | 3:26  |
| 9.  | Chanson pour toi                   | Michelle Senlis        | 2:46  |
| 10. | Pauvre Boris                       | Jean Ferrat            | 3:25  |

## Crédits
- Arrangements: Alain Goraguer
- Prise de son : Claude Achallé